# Герберт Гереснейп
Герберт Гереснейп (англ. Herbert Haresnape, 2 липня 1880 — 17 грудня 1962) — британський плавець.
Призер Олімпійських Ігор 1908 року, учасник 1912 року.